# Christian August 2. af Slesvig-Holsten-Sønderborg-Augustenborg
Christian August II, hertug af Slesvig-Holsten-Sønderborg Augustenborg (19. juli 1798 i København – 12. marts 1869 på Primkenau i Schlesien) var søn af hertug Frederik Christian af Augustenborg og Louise Augusta af Danmark, Frederik 6.s søster. Hans lillebror var prins Frederik af Nør. Han var svoger til Christian 8. af Danmark.
Christian August var medlem af stænderforsamlingen i Slesvig by og deltog 1848 på slesvig-holstensk side i oprøret mod Danmark.

## Biografi
Christian August og hans lillebror Frederik af Nør gjorde krav på den danske krone (som efterkommer af hertug Hans den Yngre), da den sidste oldenborgske konge Frederik 7. døde uden efterkommere. Dette krav blev i 1846 afvist af Christian 8..
Under oprøret 1848 skaffede Christian August preussisk hjælp til slesvig-holstenerne. Efter oprørernes nederlag i 1850 blev han landsforvist.
I 1852 modtog han tre mill. rigsdaler for sine godser mod at give afkald på arveretten. Alligevel overdrog han 1863 sine arvekrav til sønnen Friedrich, der lod sig udråbe til Frederik 8., men fejedes væk af Bismarck. Efter de to slesvigske krige produceredes natpotter med portrætter af Christian August af Augustenborg og Frederik af Nør i bunden.

## Ægteskab og børn
I 1820 giftede Christian August sig med komtesse Louise Danneskiold-Samsøe (1797-1867). Ægteskabet kom i stand trods modvilje fra kong Frederik VI, der var Christian Augusts morbroder.
I ægteskabet blev der født syv børn:
1. Alexander Frederik (1821-1823)
2. Louise Augusta (1823-1872), ugift
3. Caroline Amalie (1826-1901), ugift
4. Vilhelmine Frederikke (1828-1829)
5. Frederik Christian August, Hertug af Augustenborg (Friedrich der Achte) (1829-1880). (Svigerfar til kejser Wilhelm 2. af Tyskland).
6. Christian (1831-1917), gift med Helena af Storbritannien.
7. Henriette (1833-1917), gift med Johann Friedrich von Eschmarch.

## Eksterne links
- Om Christian August af Augustenborg Arkiveret 11. marts 2008 hos  Wayback Machine
- Die Herzöge von Augustenburg på Gesellschaft für Schleswig-Holsteinische Geschichte's hjemmeside (tysk)